# Maite Iruretagoiena
María Teresa Iruretagoyena Ibarguren (1964, Deva, Guipúzcoa), conocida como Maite Iruretagoiena, es una abogada y política española de ideología nacionalista vasca.
Fue directora del Instituto Vasco de Administración Pública, organismo dependiente de la Consejería de Justicia y Administración Pública del Gobierno Vasco, entre 2012 y 2021. Fue sucedida por Egoitz Laburu.

## Biografía
Se licenció en Derecho en la Facultad de Derecho de la Universidad de Deusto en 1988. Consiguió el Título de Especialista en Administración Pública en la Universidad del País Vasco en 1998.
Maite Iruretagoiena fue profesora de euskera en la Universidad de Deusto (1984-1989), técnica de selección de IVAP-HAEE (1990-1993), Responsable de Personal en la misma institución de 1993 a 1997, después responsable de Formación hasta el año 2000, y Secretaria General y Directora de IVAP-HAEE desde el año 2012.
También es familia de Idoia Zenarruzabeitia, exvicelehendakari del Gobierno Vasco.

## Trayectoria política
Iruretagoiena fue Responsable del Área de Drogodependencias del Departamento de Sanidad del Gobierno Vasco (2009-2013) y Secretaria de la Comisión de Ética Pública en el Departamento de Administración Pública y Justicia del Gobierno Vasco en el 2013.
En 2015 fue candidata del PNV-EAJ en las elecciones locales al ayuntamiento de Deva.

### Directora del IVAP
Desde el año 2012 es la Directora del Instituto Vasco de Administración Pública (IVAP-HAEE), un organismo adscrito al Departamento de Gobernanza Pública y Autogobierno del Gobierno Vasco, cuya creación, estructura y funciones se establecieron en la Ley de 16/1983, de 27 de julio. La misión del IVAP es colaborar con las administraciones públicas del País Vasco para lograr que el servicio que prestan a la ciudadanía sea más eficaz, eficiente y bilingüe.